# Marcas laterais
As marcas laterais são balizas colocadas na entrada, e no percurso, de um canal de navegação que indicam ao piloto ou ao navegador o qual a rota a seguir.
As marcas laterais são colocadas, e lidas, a partir da entrada do canal que sinalizam, no sentido alto-mar → destino.
As marcas laterais podem ter leituras diferentes, segundo pertençam à Região A ou B do Sistema de Balizagem Marítima, conforme a tabela abaixo:
|                             | Região A                                  | Região B                                  |
| Indicação de Bombordo       |                                           |                                           |
| Cor                         | Vermelha                                  | Verde                                     |
| Numeração                   | Par                                       | Impar                                     |
| Marca                       | Cilindro Vermelho                         | Cilindro Verde                            |
| Luz                         | Vermelha                                  | Verde                                     |
| Indicação de Estibordo      |                                           |                                           |
| Cor                         | Verde                                     | Vermelha                                  |
| Numeração                   | Impar                                     | Par                                       |
| Marca                       | Cone Verde com o vértice para cima        | Cone Vermelho com o vértice para cima     |
| Luz                         | Verde                                     | Vermelha                                  |
| Canal principal a Bombordo  |                                           |                                           |
| Cor                         | faixa vermelha faixa verde faixa vermelha | faixa verde faixa vermelha faixa verde    |
| Forma                       | Cilíndrica                                | Cilíndrica                                |
| Marca                       | Cilindro Vermelho                         | Cilindro Verde                            |
| Luz                         | Vermelha                                  | Verde                                     |
| Imagem                      |                                           |                                           |
| Canal principal a Estibordo |                                           |                                           |
| Cor                         | faixa verde faixa vermelha faixa verde    | faixa vermelha faixa verde faixa vermelha |
| Forma                       | Cónica                                    | Cónica                                    |
| Marca                       | Cone Verde com vértice para cima          | Cone Vermelho com vértice para cima       |
| Luz                         | Verde                                     | Vermelha                                  |
| Imagem                      |                                           |                                           |